# Georg Birk (Politiker, 1839)

Georg Birk (um 1900)

Georg Johann Birk (* 11. Oktober 1839 in Hirschdorf/Gemeinde St. Lorenz, heute Kempten (Allgäu); † 23. September 1924 in München) war ein sozialdemokratischer Politiker.
Birk war von Beruf Fleischergeselle. Über seine frühen Jahre gibt es unterschiedliche Angaben. Nach Wilhelm Heinz Schröder kam er 1865 nach München, andere Autoren gehen von 1858 aus. Klar ist, dass Birk mehrere Jahre in Russland verbrachte. In München ließ sich Birk als Gastwirt nieder. Sein Gasthaus war insbesondere zur Zeit des Sozialistengesetzes ein Zentrum der Sozialdemokratie in München. Gegen Birk und Genossen wurde am 26. und 27. Oktober 1888 vor dem Landgericht München I wegen Geheimbündelei verhandelt, am 2. November wurden die Angeklagten freigesprochen; das Reichsgericht wies die Revision der Staatsanwaltschaft 1889 ab.   Im Jahr 1901 wurde Birk Besitzer einer Druckerei und Firmenträger des Münchener Parteiverlages. Von 1908 bis 1919 war Birk hauptberuflich Magistratsrat der Stadt München.
Birk wurde 1893 als erster Sozialdemokrat Mitglied des Gemeinderates in München. Dem Gremium gehörte er bis 1905 an. Außerdem war er zwischen 1899 und 1907 Mitglied der Zweiten Kammer des Bayerischen Landtages und von 1890 bis 1898 als Abgeordneter des Wahlkreises Oberbayern 1 (München I) Mitglied des deutschen Reichstages. 1903 wurde er erneut in den Reichstag gewählt.